# اندرو چارتر
اندرو چارتر (انگلیسی: Andrew Charter؛ زادهٔ ۳۰ مارس ۱۹۸۷) بازیکن هاکی روی چمن اهل استرالیا است.